# GS Channel 91
GS Channel è un'emittente televisiva locale presente in Calabria. Ha sede a Reggio Calabria e trasmette su tutto il territorio Calabrese  e messinese sul canale 83 e su Roma capitale canale 79, in tutta Italia in HBBTV sul canale 268.

## Storia
GS Channel nasce nell'ottobre 2005 da Franco e Antonio (Nuccio) Recupero che avevano rilevato negli anni '80 Radio Gallina Sound poi trasformata con la sigla di GS.
Nel corso degli anni l'emittente ha cambiato diverse sedi partendo dalla storica prima sede principale di Via Padova nella Zona Industriale a pochi passi dal Centro Sportivo Sant'Agata, nella Zona Industriale di San Gregorio, in via Cairoli e infine nel quartiere di Sbarre.
È stata la prima emittente a effettuare i test del digitale terrestre sempre nel 2005.
Con l'avvento nel 2012 del digitale terrestre GS Channel cambia per diverso tempo la sua denominazione in GS Channel News con un bouquet di canali tematici quali GS Sport (poi sostituito da GS Network Radiovisione presente sul canale 287), Gs News (poi in GS News 24 sul canale 95) e Made in Calabria che ha avviato le proprie trasmissioni nel luglio 2019 sul canale 629 in Calabria e sul canale 643 del mux Telepace in tutto il Lazio.
Il 1º gennaio 2021 "Gs News 24" viene sostituito da "95 ReteReggio".
Da fine aprile 2022, con il refarming del Digitale Terrestre, "ReteReggio" trasmette sul canale 83 su Reggio Calabria e Messina e 110 solo sul territorio di Vibo Valentia e Catanzaro, in nazionale sul canale 268 in HBBTV, trasmette inoltre in streaming sul sito web.

## Programmi

### Informazione
- GS News, Breaking News

### Cultura
- Un giorno al museo
- Le avventure di Athena

### Sport
- Partite LFA Reggio Calabria (in diretta e differita)
- Stadium (CSI)
- 90° e dintorni (calcio)
- Il calcio Calabrese live

### Programmi Radio GS
- A tutta mattina
- Sound Tower
- Voci nella Notte